# Elemento assorbente
In matematica, un elemento assorbente è un particolare tipo di elemento di un insieme rispetto ad un'operazione binaria nel dato insieme. Il risultato della combinazione di un elemento assorbente con qualsiasi altro elemento dell'insieme è l'elemento assorbente stesso. Nella teoria dei semigruppi, l'elemento assorbente è chiamato elemento zero.

## Definizione
Sia {\displaystyle (S,\circ )} una coppia ordinata di un insieme e un'operazione binaria definita nell'insieme stesso (cioè un magma). Un elemento assorbente {\displaystyle z} di {\displaystyle S} è tale che, per tutti gli elementi {\displaystyle s} di {\displaystyle S}, si ha {\displaystyle z\circ s=s\circ z=z}.
Una definizione più ampia distingue due tipi di elemento assorbente: l'elemento zero destro, per cui {\displaystyle s\circ z=z} per ogni {\displaystyle s\in S}, e l'elemento zero sinistro, per cui {\displaystyle z\circ s=z} per ogni {\displaystyle s\in S}. Un elemento che sia zero destro che zero sinistro è un elemento assorbente secondo la definizione precedente.

## Proprietà
- Se un magma gode di un elemento zero destro {\displaystyle z} ed uno zero sinistro {\displaystyle z'}, allora essi coincidono e costituiscono l'elemento zero del magma. Infatti, {\displaystyle z=z'\times z=z'}.
- Se un magma ha un elemento assorbente, esso è unico.

## Esempi
| Insieme             | Operazione                 | Elemento assorbente    |
| ------------------- | -------------------------- | ---------------------- |
| numeri reali        | · (moltiplicazione)        | 0                      |
| numeri interi       | massimo comun divisore     | 1                      |
| matrici quadrate    | · (moltiplicazione)        | matrice nulla          |
| numeri reali estesi | elemento minimo            | −∞                     |
| numeri reali estesi | elemento massimo           | +∞                     |
| insiemi             | ∩ (intersezione)           | { } (insieme vuoto)    |
| sottoinsiemi di M   | ∪ (unione)                 | M                      |
| logica booleana     | ∧ (congiunzione logica)    | ⊥ (falso)              |
| logica booleana     | ∨ (disgiunzione inclusiva) | ⊤ (vero)               |
| Insieme             | Operazione                 | Elemento zero sinistro |
| numeri reali        | : (divisione)              | 0                      |